# Papilio demodocus
Papilio demodocus is een vlinder uit de familie van de pages (Papilionidae) en komt voor in het Afrotropisch gebied. Naast de nominale ondersoort Papilio demodocus demodocus komt in Jemen de ondersoort P. d. bennetti voor.

## Kenmerken
De spanwijdte bedraagt 100 tot 130 millimeter. De soort maakt het hele jaar door nieuwe generaties.

## Verspreiding en leefgebied
Deze vlindersoort komt voor in de tropische delen van Centraal-Afrika, zuidelijk Afrika en op Madagaskar.

## Waardplanten
De waardplanten van de rups zijn soorten uit het geslacht Citrus (familie Rutaceae), maar ook diverse andere loofbomen. Ook planten uit de schermbloemenfamilie (Umbelliferae) worden als waardplanten gebruikt. In de teelt van citrusvruchten wordt de vlinder als plaaginsect beschouwd.

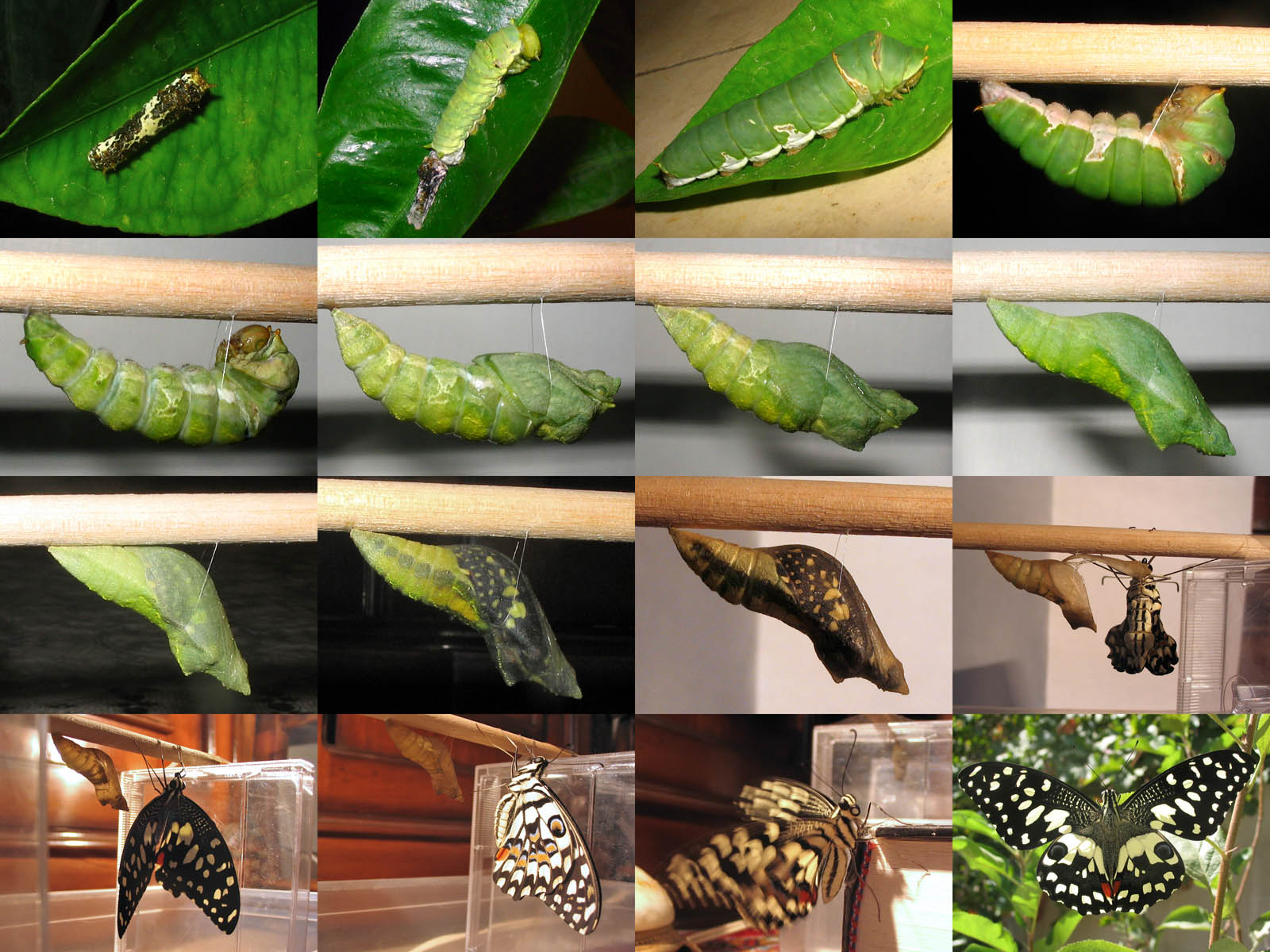
Levenscyclus